# Pseudologerna
Pseudologerna (grekiska Ψενδολογοι) var manliga andeväsen i den grekiska mytologin som stod för lögner och osanningar.
Det är osäkert vem som var deras föräldrar, men den mest troliga var gudinnan Eris. Andra källor påstår att de skulle vara skapade av Dolos eller söner till Aither (Luften) och Gaia (Jorden).